# Cảnh Văn vương
Cảnh Văn Vương (845?–875) (trị vì 861–875) là quốc vương thứ 48 của Tân La. Ông là vương tôn của Hi Khang Vương, và là con trai của a xan Kim Khải Minh (Kim Gye-myeong). Mẫu thân của ông là Quang Hòa (Gwanghwa) phu nhân, con gái của Thần Vũ Vương. Cảnh Văn Vương kết hôn với Văn Ý (Munui) vương hậu, con gái của Hiến An Vương. Ông có tên húy là Kim Ưng Liêm (金膺廉) hay Kim Ngưng Liêm (金凝廉).
Tam quốc di sự (Samguk Yusa) kể lại rằng ông từng là một Hoa Lang trong 18 năm..
Năm 861 vua Tân La Hiến An Vương qua đời, con rể là Kim Ưng Liêm lên kế vị ngôi vua Tân La, tức là vua Tân La Cảnh Văn Vương.
Thời kỳ trị vì của Cảnh Văn Vương chứng kiến sự gia tăng các cuộc xung đột nội bộ và nội loạn trong vương quốc Tân La. Ông đã tìm cách chấn hưng vương quốc cả trong lẫn ngoài song nhìn chung là không thành công. Nạn đói lan rộng.
Vua Đại Kiền Hoảng của vương quốc Bột Hải tiến hành các hoạt động thương mại với Tân La (đời vua Tân La Cảnh Văn Vương).
Năm 869, ông cử thái tử Kim Trinh đến nhà Đường (đời vua Đường Ý Tông) cùng với Kim Dận (Kim Yun).
Năm 875 Cảnh Văn Vương qua đời, thái tử Kim Trinh từ nhà Đường (đời vua Đường Hy Tông) quay về Tân La kế vị ngôi vua, tức là vua Tân La Hiến Khang Vương. Ngoài ra ông còn có con trai khác là Kim Hoảng và một người con gái là Kim Viên.